# Gert-Jan Oplaat
Gert-Jan Oplaat (Markelo, 22 november 1964) is een Nederlandse ondernemer, bestuurder en politicus (volksvertegenwoordiger). Sinds 13 juni 2023 is hij namens de BoerBurgerBeweging (BBB) lid van de Eerste Kamer der Staten-Generaal. Van 1998 tot 2006 was hij voor de Volkspartij voor Vrijheid en Democratie (VVD) lid van de Tweede Kamer der Staten-Generaal.

## Jeugd, opleiding en carrière bedrijfsleven tot 1998
Oplaat is afkomstig uit een boerenfamilie uit Markelo (Overijssel). Na zijn middelbare school (mavo en een jaar havo) werd hij in 1982 deelgenoot van een grote agrarische onderneming. In 1989 had hij een eigen onderneming die naar meer dan 84 landen exporteerde. Het familiebedrijf was pluimveehouder, gespecialiseerd in de productie van zogenaamde vaccineieren die als basis dienen voor de productie van de griepprik. In 1994 trad hij voor het voetlicht met een actie tegen het landelijk mest- en ammoniakbeleid van de regering en werd hij gekozen tot 'agrarisch ondernemer van het jaar'.
Van 1998 tot 2006 was hij lid van de Tweede Kamer en stond het werk als volksvertegenwoordiger centraal.

## Verdere carrière bedrijfsleven en maatschappij
Oplaat had na zijn vertrek uit de Kamer een eigen consultancybureau; Brook Consultancy BV. Sinds 17 oktober 2007 is Oplaat voorzitter van de Kamer van Koophandel voor Centraal Gelderland.

### Belangenbehartiging pluimveeindustrie
Oplaat was ruim zeven jaar voorzitter van de Nederlandse Vakbond Pluimveehouders toen hij op 1 januari 2015 voorzitter werd van de Vereniging van de Nederlandse Pluimveeverwerkende Industrie (Nepluvi). De belangenbehartiger voor slachterijen, uitsnijderijen, bewerkers en handelaren van pluimvee in Nederland had in dat jaar ongeveer 8000 medewerkers. Vanaf 2019 pleit Oplaat er voor dat de Europese Commissie Oekraïense importen aan banden gaat leggen die ten kosten gaan van de Europese pluimveevleesmarkt. En er zou financiële steun uit belastinggelden moeten komen zolang er geen gelijk speelveld is tussen bedrijven die binnen de Europese Unie produceren, waar hoge standaarden gelden voor dierenwelzijn, hygiène en milieu impact, in vergelijking met importen. Er is bijvoorbeeld in 2017 een contract gesloten met Mercosur-landen, zonder minimumeisen. Oplaat stelt grondige controles van importen voor en een oorsprongsaanduiding – EU / niet EU – op alle pluimveevleesproducten. In 2023 werkten er ongeveer 23.000 mensen in de branche in Nederland.
In 2015 kreeg Oplaat ook een zetel in het International Poultry Council (IPC). In 2021 werd Oplaat tevens benoemd tot vicepresident van AVEC, de Europese brancheorganisatie voor pluimveeslachterijen en kipverwerkers en op 9 september 2022 werd hij benoemd tot president. AVEC behartigt de belangen van Europese pluimveeslachterijen, pluimveevleesverwerkers en handelaren in pluimveevlees. Binnen Avec behartigen negentien brancheorganisaties van aangesloten EU-landen de nationale belangen.  Hiermee vertegenwoordigt AVEC 95 procent van de Europese pluimveeverwerkende industrie. Oplaat bekleedt de positie van President vanuit zijn functie als voorzitter van de Nederlandse Pluimveeverwerkende Industrie.

## In de politiek

### Gemeenteraad
In 1989 werd Oplaat lid van de VVD, hij werd opgenomen in het bestuur. In 1994 werd hij in de gemeenteraad gekozen van zijn woonplaats Markelo.

### Tweede Kamer
Bij de Tweede Kamerverkiezingen 1998 werd Oplaat gekozen in de Tweede Kamer. In het parlement was hij woordvoerder op het gebied van landbouw. In maart 2004 bracht Oplaat in een uitzending van het televisieprogramma B&W de internetsite Indymedia in verband met doodsbedreigingen aan politici. In juli 2004 presenteerde hij samen met toenmalige partijgenoot Geert Wilders, het pamflet RECHT(S) op je doel af, waarin hij een pleidooi hield voor een meer rechts-conservatieve koers voor de VVD. In het tienpuntenplan werd onder meer gepleit voor strengere straffen in het strafrecht, een hogere maximumsnelheid op de snelwegen, het uit het land zetten van radicale imams en het weren van Turkije dat als lid van de Europese Unie wilde toetreden. Het laatste punt leidde in september 2004 tot een breuk tussen Wilders en de VVD.
Oplaat besloot daartentegen, ondanks de meninsgverschillen, zijn partij trouw te blijven. Bij de Tweede Kamerverkiezingen 2006 kreeg hij een 24e plaats op de kandidatenlijst, te laag om direct gekozen te worden. Oplaat behaalde 2.601 voorkeursstemmen.

### Informateur gemeentebestuur Den Haag
Na de gemeenteraadsverkiezingen van 16 maart 2022 werd Oplaat samen met Geerten Boogaard door de grootste partij in de nieuwe gemeenteraad, Groep de Mos/Hart voor Den Haag (HvDH), gevraagd op te treden als informateur voor de vorming van het gemeentebestuur. Het duo kwam tot de conclusie dat er onvoldoende basis was voor een meerderheidscoalitie met HvDH.

### Overstap naar BoerBurgerBeweging
Op 13 juni 2022 zegde hij zijn partijlidmaatschap van de VVD op omdat de partijtop volgens hem niets ging doen met een op het partijcongres aangenomen stikstofmotie. Tijdens de boerenprotesten gericht tegen het stikstofbeleid sloot hij zich aan bij de BoerBurgerBeweging (BBB).

### Eerste Kamer
Op 9 februari 2023 werd bekend dat Oplaat als derde verkiesbaar is voor de Eerste Kamerverkiezingen 2023 namens BBB. Op 13 juni 2023 werd hij geïnstalleerd als Kamerlid. Sinds 27 juni 2023 is hij voorzitter van de commissie Landbouw, Natuur en Voedselkwaliteit (LNV).

## Persoonlijk
Oplaat is getrouwd en heeft twee kinderen uit een eerdere relatie; een zoon en een dochter. In zijn vrije tijd doet hij aan cabaret en zang in zijn jonge jaren was hij een niet onverdienstelijk veldrijder. Sinds 2010 trekt Oplaat met Jan Riesewijk, Marijke Hovestadt en Anita Bolink langs theaters in Overijssel en Gelderland met de voorstelling Ode aan de Wierdense Revue, over het revuegezelschap Wierdense Revue dat tussen 1951 en 1997 vooral in het oosten van Nederland grote successen had. Met zanggroep het Brook Duo, waarvoor hij ook teksten schrijft, geniet hij bekendheid in de regio Twente en de Achterhoek waarvoor hij ook teksten schrijft. Op het repertoire staan onder andere Duitse schlagers. In april 2007 werd hij benoemd tot Ridder in de Orde van Oranje-Nassau. Hij behoort tot de Protestantse Kerk.